# Guillem Vivas i Pérez (Treze)
Guillem Vivas Pérez (Barcelona, 1986 – Sabadell, 2018), va ser un il·lustrador i grafiter de Sabadell que signava amb el pseudònim Treze.
A Sabadell va pintar murals als carrers propers a l'estació Sabadell Sud (2013), al carrer del Pare Sallarès, o al carrer de les Tres Creus (2016), entre d'altres. Igualment, es va implicar activament en l'organització i la participació en diferents accions artístiques i festivals de graffiti. Junt amb Werens i Sacke va ser un dels responsables del festival Walls Talk organitzat a Sabadell.

## Intervencions destacades
- 2010. Concurs Muralia celebrat a Vitoria.[5][6][7]
- 2011. Setena edició del festival Potos carres, a St. Etienne.[8]
- 2012. Exhibició “Da Bridge is Over”, al Pont del Sucre de Vic.[9]
- 2013. Mural en col·laboració per a la plataforma Movember, a Barcelona,[10] i decoració de la discoteca 01NE de Beirut, en col·laboració amb altres grafiters.[11][12][13]